# TI-82
La TI-82 est une calculatrice graphique programmable commercialisée par Texas Instruments. Lancée en 1993, elle constitue une mise à jour de la TI-81. Elle n'est plus commercialisée depuis 2004, mais elle a été remplacée cette même année par son évolution, la TI-82 STATS, plus complète mais qui s'apparente à 99 % à une TI-83.

## Fonctionnalités de la TI-82
Ses caractéristiques techniques sont les mêmes que celles de la TI-81, à part la vitesse du microprocesseur Zilog Z80, qui est passée de 4 à 6 MHz, et la mémoire disponible pour l'utilisateur, qui passe de 2,4 à 28 Ko.
Parmi les plus remarquables améliorations de la TI-82 par rapport à la TI-81, il y a eu :
- L'ajout d'un port GraphLink, pour permettre la transmission de programmes et de données entre deux calculatrices ou entre une calculatrice et un ordinateur ;
- L'ajout de deux nouveaux types de graphiques : tracé de courbes en coordonnées polaires et suites numériques ;
- L'ajout d'un nouveau type de données : la liste ;
- L'augmentation de la taille limite des matrices à 50x50 ;
- Et la possibilité de lancer des programmes en assembleur (bien que ce soit non intentionnel de la part de Texas Instruments).

Cette dernière possibilité a provoqué un essor remarquable dans l'intérêt de la programmabilité de la calculatrice, étant donné que l'utilisation de l'assembleur (contrairement au TI-Basic) permet de faire des programmes plus performants et flexibles sur calculette.
La TI-82 hérite de l'alimentation de la TI-81, à savoir quatre piles AAA et une pile de sauvegarde ion-lithium.

## Caractéristiques et fonctionnalités de la TI-82 STATS
Ses caractéristiques techniques sont identiques à celles de la TI-83 et donc supérieures à celles de la TI-82 (voir tableau de synthèse) : Texas Instruments a ajouté un catalogue des fonctions, ce qui est très utile à ceux et celles qui programment sous le langage TI-Basic. De plus, la petite nouvelle de TI a la possibilité d'enregistrer des données dans 999 listes, contre 6 pour la TI-82, et celles-ci sont nommables, c'est-à-dire que l'on peut leur attribuer une étiquette ou un nom. La majorité des programmes en TI-Basic pour TI-82 et TI-83 sont globalement compatibles, excepté pour certaines fonctions.
En fait, une étude plus poussée amène à constater que le boîtier TI-82 STATS commercialisé en Europe contient le matériel d'une TI-83, le système d'exploitation étant le même que sur les dernières TI-83, moyennant quelques rares détails mineurs pour la TI-82 STATS.fr. L'effet direct est que tous les programmes (dont nombre de jeux performants) développés en langage assembleur pour la TI-83 sont compatibles avec la TI-82 STATS.

### TI-82 STATS.fr
En 2006, Texas Instruments a lancé une version de la TI-82 STATS adaptée aux marchés francophones : la TI-82 STATS.fr. Elle est identique à la TI-82 STATS, à ceci près que l'intitulé des touches et les affichages à l'écran (menus, notations) ont été traduits en français.
En 2015, la "TI-82 Plus" est lancée en France. Elle possède les caractéristiques de la TI-82 STATS.fr.  Identique d'aspect à la TI-83 de 1996 (hormis les couleurs), elle a aussi une sérigraphie francisée.

## Programmation
La TI-82 peut se programmer de deux manières :
- Directement en TI-Basic, la seule méthode reconnue officiellement par Texas Instruments,
- À l'aide d'un ordinateur en assembleur.  Il s'agit d'une fonctionnalité non officielle, qui repose sur l'exploitation de failles de sécurité de l'environnement utilisateur des calculatrices pour permettre l'exécution de programmes écrits en langage machine (un shell, comme, du plus ancien au plus récent, OS-82, Ash, CrASH, ACE ou SNG). Il est également possible de programmer en assembleur directement sur la calculatrice en utilisant la bibliothèque Wlib. Les jeux les plus beaux et les plus rapides sont programmés ainsi.

## Sources
- Cet article est partiellement ou en totalité issu de l'article intitulé « TI-82 STATS » (voir la liste des auteurs).